# Sumela Kay
Sumela Kay (* 25. Juli 1986 in Toronto, Ontario als Sumela-Rose Keramidopulos) ist eine kanadische Schauspielerin.

## Leben
Sumela Kay wurde im Juli 1986 in Toronto in der Provinz Ontario als Tochter der US-amerikanisch-kanadischen Casting-Direktorin Juli-Ann Kay geboren.

## Filmografie
- 1996: Twisters – Die Nacht der Wirbelstürme (Night of the Twisters, Fernsehfilm)
- 1996–1997: Wind at My Back (Fernsehserie, zwei Episoden)
- 1998: Simon Birch
- 1998: Can’t Wait
- 1999: The City (Fernsehserie, Episode 1x05)
- 1999: Zeitreise in die Katastrophe (The Time Shifters, Fernsehfilm)
- 1999: A Holiday Romance (Fernsehfilm)
- 2000: Mama – Voll cool (Virtual Mom, Fernsehfilm)
- 2000: X-Men
- 2002: Sieg um jeden Preis (Crossing the Line, Fernsehfilm)
- 2003: Doc (Fernsehserie, Episode 3x21)
- 2005: A History of Violence
- 2010: The Package (Kurzfilm)